# Hemiceras cadmioides
Hemiceras cadmioides är en fjärilsart som beskrevs av Paul Dognin 1923. Hemiceras cadmioides ingår i släktet Hemiceras och familjen tandspinnare. Inga underarter finns listade i Catalogue of Life.